# Vencidos por el tiempo
Vencidos por el tiempo es el segundo álbum del grupo catalán La Caja de Pandora.

## Información
Dos años más tarde de su álbum debut, La Caja de Pandora volvieron en este nuevo CD con muchas ganas. La quiebra de la discográfica, junto a problemas económicos, hicieron que el disco recibiera una muy mala promoción y sólo salió un sencillo.

## Estilo del álbum
Este segundo álbum repite fórmula y sigue teniendo los sonidos característicos de La Caja, ese pop-rock aflamencado, al que, en este disco se incorpora mucha más guitarra acústica, incluyendo un tema instrumental, creado e interpretado por Toni Ramos.

## Lista de canciones
| N.º | Título                             | Duración |
| --- | ---------------------------------- | -------- |
| 1   | ¿Cómo te ha ido?                   | 4:12     |
| 2   | Vencidos por el tiempo             | 4:08     |
| 3   | Cómo el pez                        | 4:24     |
| 4   | Al olor de nuestro incienso        | 5:34     |
| 5   | Sombras del pasado                 | 4:29     |
| 6   | ¿Quién necesita que yo le escriba? | 4:30     |
| 7   | No sé lo que me das                | 4:00     |
| 8   | Dime al menos                      | 4:58     |
| 9   | A tu lado                          | 3:14     |
| 10  | Entre el vendaval                  | 5:03     |
| 11  | Más cerca del sol                  | 3:49     |
| 12  | Piérdete                           | 2:51     |
| 13  | Isla de Palma (instrumental)       | 4:20     |

- Datos: Q6160246